# 紅鰭魮
紅鰭魮（学名：Barbus erubescens）為輻鰭魚綱鯉形目鯉科的其中一個種。被IUCN列為極危保育類動物，分布於非洲南非Middledeur與 Suurvlei河流域，體長可達9.5公分，棲息在深潭或深水域，屬肉食性，以昆蟲等為食，繁殖期在夏季，因地下水過度抽取、農藥汙染及外來物種的引進，導致物種瀕臨滅絕。

## 扩展阅读
維基物種上的相關：紅鰭魮